# Марко Раконьяц
Марко Раконьяц (чорн. Marko Rakonjac, нар. 25 квітня 2000, Бієло-Полє, Сербія та Чорногорія) — чорногорський футболіст, нападник російського клубу «Локомотив» (Москва) та національної збірної Чорногорії.

## Ігрова кар'єра

### Клубна
Марко Раконьяц є вихованцем клубу «Єдинство» з рідного міста Бієло-Полє. У серпні 2016 року він дебютував у першій команді у чемпіонаті Чорногорії.
У 2019 році Раконьяц перейшов до сербського клубу «Чукарички» і для набору ігрової практики відправився в оренду у клуб ІМТ. Через рік футболіст повернувся до складу «Чукарички». У квітні 2022 року Марко Раконьяц підписав контракт на чотири роки з російським клубом «Локомотив». Першу гру в РПЛ нападник зіграв 17 липня проти «Парі Нижній Новгород».

### Збірна
28 березня 2022 у товариському матчі проти команди Греції Марко Раконьяц дебютував у національній збірній Чорногорії.

## Досягнення
- Чемпіон Сербії (1):

«Црвена Звезда»: 2022-23
- Володар Кубка Сербії (1):

«Црвена Звезда»: 2022-23